# Карпиха (Семёновский район)
Карпиха (укр. Карпиха) — село,
Веремиевский сельский совет,
Семёновский район,
Полтавская область,
Украина.
Код КОАТУУ — 5324581303. Население по переписи 2001 года составляло 152 человека.

## Географическое положение
Село Карпиха находится в 2,5 км от правого берега реки Хорол,
в 2,5 км от пгт Семёновка и в 2-х км от села Веремиевка.
Через село проходит автомобильная дорога Т-1716.
Рядом проходит железная дорога, станции Весёлый Подол и Петровка в 5-и км.

## История
Основано как Родзянки (по фамилии местных землевладельцев).
Есть на карте 1826-1840 годов как хутор при Карпихе
До крепостной реформы не имела своего официального названия (до 1861 года некрупные владения одной семьи в одной волости могли носить общее название и учитывались как одно имение, но на картах часто обозначались по своим месным названиям)
В 1911 году на хуторе Карпиха жило 37 человек